# Пецилієві
Пецилієві (Poeciliidae) — родина риб ряду коропозубоподібних. Родина об'єднує риб — пецилій, мечоносців, молінезій, гупі та інших — у яких зародки розвиваються в ікринці в тілі самки. Сперма потрапляє до статевих органів самиці по гоноподію. Гоноподій утворюють кілька злитих у трубочку променів анального плавця. Самиці більші за розміром, з повнішим черевцем, забарвлені менш яскраво.
Не зважаючи на те, що живородні риби набагато витриваліші, ніж інші, чисельність їх багатьох видів у природі значно зменшилася. Причина цього — господарська діяльність людини. Тому в Міжнародну Червону книгу занесено белонесоксів, ксеноток, мечоносців Андерса. Мечоносець кочинський у природних умовах уже не існує. На 1981 р. цей вид зберігався лише в акваріумі в кількості 100 особин.

## Розведення
Параметри води для оптимального утримування пецилієвих: твердість 20, кислотність 7,5-8, температура 23-26 °C. Необхідна фільтрація, аерація і щотижнева підміна до 25% об'єму води.
Нерест пецілієвих може проходити як у загальному, так і в окремому акваріумі (5-10 літрів) з чагарниками рослин (всі види міріофіллума, елодея, ізозтіс, листя апоногетона, ричія). Параметри води в розсадники повинні бути такими ж, як у загальному акваріумі (зазвичай, трохи вища 25 °C). Вагітність триває 5 тижнів. Ікра запліднюється в тілі самиці, з якого надалі з'являються повністю сформовані мальки. Періодичність вимету 28-50 днів. Кількість мальків за мітку може доходити до 30-80 шт. Після пологів самиці з розсадника відправляють назад в загальний акваріум. Живитися мальки починають з першого ж дня. Стартовий корм: коловертки, науплії, артемії, циклоп, мікрочерви, різаний трубочник, сухий корм для мальків тощо.

## Роди
- Alfaro
- Aplocheilichthys
- Belonesox
- Brachyrhaphis
- Carlhubbsia
- Cnesterodon
- Fluviphylax
- Gambusia — Гамбузія
- Girardinus
- Heterandria
- Heterophallus
- Hylopanchax
- Hypsopanchax
- Laciris
- Lacustricola
- Lamprichthys
- Limia
- Micropanchax
- Micropoecilia
- Neoheterandria
- Pamphorichthys
- Pantanodon
- Phallichthys
- Phalloceros
- Phalloptychus
- Phallotorynus
- Plataplochilus
- Poecilia — Пецилія
- Poeciliopsis
- Poropanchax
- Priapella<
- Priapichthys
- Procatopus
- Pseudopoecilia
- Quintana
- Scolichthys
- Tomeurus
- Xenodexia
- Xenophallus
- Xiphophorus — Мечоносець